# Ramienica wielokolczasta
Ramienica wielokolczasta (Chara polyacantha) – gatunek ramienicy.

## Morfologia
Pokrój
Stosunkowo duży makroglon (do 1,1 m długości) o silnie rozgałęzionej plesze. Gruba (1–2 mm średnicy) nibyłodyga z długimi (do 12 cm) międzywęźlami. Plecha jasnozielona. Gołym okiem widoczne przylistki i okolcowanie. Roślina jednopienna.
Okorowanie
Dwurzędowe. Czasem zmienne, a rzędy główne zazwyczaj wyraźnie silniej wykształcone niż boczne, choć czasem jest to słabo wyraźne, a okolcowanie może zasłaniać strukturę.
Nibyliście
Długie (1,2–8 cm), cienkie (0,6 mm średnicy) i nieco powyginane. Rzadko dłuższe od międzywęźli. 8–12 (najczęściej 8, 9) w okółku. 5–8 członów, z czego ostatni nieokorowany, zbudowany z jednej lub dwóch komórek, zwykle krótki i zaostrzony.
Nibylistki
Zwykle wyraźne. Wewnętrzne przeważnie długie i cienkie, wyraźnie dłuższe (czasem kilkukrotnie) od lęgni, ostro zakończone, podczas gdy na zewnątrz krótsze, ale na nibyliściach płodnych i tak mogą być dłuższe od lęgni. Na liściach płonnych nieco krótsze niż na płodnych i w mniej zróżnicowanych okółkach.
Kolce
Igiełkowate. O długości równej średnicy międzywęźla lub nawet trzykrotnie większej. Po 3 lub 5 w pęczkach. Zwykle gęsto położone, tak że mogą zasłonić okorowanie. U małych form i w dolnych międzywęźlach są rzadziej rozmieszczone, ale nie zanikają.
Przylistki
Wyraźnie wykształcone. W dwurzędowych okółkach, bardzo mało zróżnicowane. Kształtem i długością przypominają kolce. Czasem zebrane w pęczki.
Plemnie
Pojedyncze. W 3–4 węzłach nibyliści. Żółtoczerwone, mniejsze od lęgni (do 0,5 mm średnicy).
Lęgnie
Inkrustowane. Duże (0,5–1,2 mm długości). Pojedyncze. W 3–4 węzłach nibyliści. Jasnobrązowe. Koronka duża (0,18 mm wysokości), wyraźnie rozchylona, o zaostrzonych krawędziach i grubej ścianie komórkowej.
Zmienność
W wodach płytkich zwykle mniejsze formy (do 10 cm), o krótkich międzywęźlach, przez co nibyliście są od nich dłuższe. Kolor plechy takich form zwykle wpada w zielonopomarańczowy lub zielonożółty. Na głębszych stanowiskach – formy wydłużone, o szarych odcieniach zieleni.
Podobne gatunki
Ramienica grzywiasta, ramienica szorstka, ramienica kolczasta

## Biologia
Roślina wieloletnia.

## Ekologia
Gatunek słodkowodny, choć spotykany w wodach słonawych. Nie występuje w wodach szybko płynących. Występuje głównie w jeziorach mezotroficznych, wykazując dość wąską tolerancję ekologiczną co do trofii. Preferuje zbiorniki twardowodne. Występuje także w mniejszych zbiornikach, jak i w rowach. Zwykle w wodach płytkich litoralu (zwykle do 4 m głębokości), tak na podłożu organicznym, jak i mineralnym. Tworzy zespół roślinny Charetum polyacanthae w postaci zwartej, żółtozielonej łąki ramienicowej, jest on jednak bardzo rzadki, ograniczony do płytkich (do metra głębokości), przezroczystych wód.
Występowanie
Występuje w Europie. W Polsce dość bardzo rzadka, ale spotykana w całym kraju.

## Zagrożenia i ochrona
Według Czerwonej listy roślin i grzybów Polski jest gatunkiem wymierającym. Jako jeden z niewielu gatunków glonów podlega w Polsce ochronie gatunkowej. Występowanie jej zbiorowiska jest ponadto podstawą do objęcia zbiornika, w którym występuje, ochroną jako siedlisko przyrodnicze 3140 (twardowodne oligo– i mezotroficzne zbiorniki z podwodnymi łąkami ramienic Charetea) w systemie Natura 2000.